# Formosa (provins)
 For alternative betydninger, se Formosa (flertydig). (Se også artikler, som begynder med Formosa (flertydig))
Provinsen Formosa (spansk: Provincia de Formosa) er en provins, der ligger i den nordøstlige del af af Argentina i Gran Chaco-området. Den grænser op til naboprovinserne Chaco og Salta samt til Paraguay. Provinsen dækker et areal på 72.066 km2
og har et befolkningstal på ca. 607.419 (2022) indbyggere. Hovedstaden ligger i byen Formosa.
Ursproget Pilagá snakkes i de veste og centrale dele af Formosa.

## Historie
Den 15. juni 1955 blev territoriet Formosa en egen provins.
Fra 1991 til 2001 øgede befolkningen i provinsen med næsten 100.000.